# Kanton Reims-6
Der Kanton Reims-6 ist seit 1973 ein französischer Wahlkreis im Arrondissement Reims im Département Marne und in der Region Grand Est.
Der Kanton besteht aus einem Teil der Stadt Reims mit 26.996 Einwohnern (Stand: 2022). Bis zur landesweiten Neuordnung der französischen Kantone im März 2015 gehörte zum Kanton Reims-6 ebenfalls nur ein Teil der Gemeinde Reims. Er besaß vor 2015 einen anderen INSEE-Code als heute, nämlich 5139.